# Útero didelfo
Útero didelfo ou útero duplo (do grego didelphys, duas vias) é uma malformação uterina congênita caracterizada por duas cavidades uterinas, cada uma com sua trompa, seu ovário e seu colo uterino. A vagina também pode estar dividida por uma membrana. Ocorre por falta de fusão embriogênica dos ductos müllerianos. Afeta entre 1 e 5 em cada 1000 mulheres.
É possível para uma mulher com útero didelfo engravidar em ambos úteros simultaneamente, inclusive de pais diferentes, e ter os filhos em datas diferentes. Possuir dois úteros pode favorecer o nascimento de gêmeos. 
Útero duplo é normal em marsupiais.

## Sinais e sintomas
O útero didelfo resulta em apresentação fetal desfavorável do feto no parto (43%), aborto espontâneo (32%), parto prematuro (21%). Quase sempre causa restrição do crescimento intrauterino (RCIU) que resulta em um bebê de baixo peso. A maioria das mulheres com útero didelfo fazem cesárea (82%) para evitar complicações na hora do parto.

## Diagnóstico
Pode ser diagnosticado com uma ecografia transvaginal, histeroscopia ou ressonância magnética da pélvis.

## Tratamento
A gravidez com útero didelfo é de risco e exige consultas mais frequentes para controles durante a gravidez. Ao contrário de um útero bicorne e do útero septado, não se recomenda a fusão cirúrgica dos úteros.